# Dorotea di Sassonia-Lauenburg
Dorotea di Sassonia-Lauenburg (Lauenburg, 9 luglio 1511 – Sønderborg, 7 ottobre 1571) fu Regina consorte di Danimarca e Norvegia.

## Biografia
Dorotea era figlia del duca Magnus I di Sassonia-Lauenburg, e di sua moglie, Caterina di Braunschweig-Lüneburg, figlia di Enrico IV di Brunswick-Lüneburg. Sua sorella Caterina di Sassonia-Lauenburg era moglie di Gustavo I di Svezia. 
Dorotea è cresciuta in uno dei primi stati della Germania in cui è stata proclamata la riforma. 

## Matrimonio
Sposò, il 29 ottobre 1525 al Castello di Lauenburg, contro la sua volontà, Cristiano III di Danimarca. La sua dote, di 15 000 fiorini, era considerata estremamente bassa. La coppia prima visse a Haderslev, dove Cristiano risiedeva come governatore del principato di Schleswig e Holstein.
Dorotea e Cristiano ebbero cinque figli:
- Anna (1532–1585), sposò Augusto I di Sassonia;
- Federico II di Danimarca e Norvegia (1534–1588);
- Magnus, re di Livonia (1540–1583);
- Giovanni II, duca di Schleswig-Holstein-Sonderburg-Plon (1545–1622);
- Dorotea (1546–1617), sposò Guglielmo il Giovane di Brunswick-Lüneburg.

### Regina

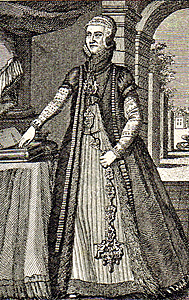
Dorotea di Sassonia-Lauenburg

Divenne regina nel 1533, anche se a causa della guerra civile, che seguì immediatamente l'ascesa al trono del marito, la sua incoronazione ebbe luogo nel 1537. Il 6 agosto 1536, Dorotea fece finalmente il suo ingresso ufficiale nella capitale insieme al re, e il 12 agosto 1537 cavalcò su un cavallo bianco come la neve al fianco di suo marito fino alla loro incoronazione, e fece un'impressione favorevole con la sua bellezza e il suo aspetto dignitoso.
Il rapporto tra Dorotea e il marito venne descritto come felice, e il re evidentemente si fidava di lei e le concedeva una grande influenza. È stata ripetutamente segnalata dai contemporanei come politicamente attiva e per aver partecipato agli affari di stato, ma questi commenti sono solo affermazioni generali e non descrivono esattamente come e all'interno di quali questioni si è interessata e ha usato la sua influenza. Poco dopo la successione al trono del marito, il re, sostenuto dai suoi consiglieri tedeschi, sostenne i piani per far nominare Dorotea futuro reggente di Danimarca se suo figlio fosse salito al trono mentre era ancora minorenne; questi piani furono, tuttavia, contrastati dal consiglio danese e in particolare da Johan Friis, di cui la regina si sarebbe risentita a causa di ciò. Né le è stato permesso di prendere un seggio formale nel consiglio. La sua influenza, quindi, ha continuato a essere informale e si pensa che abbia partecipato alla nomina e al licenziamento di funzionari.
Secondo quanto riferito, Dorotea ha imparato a parlare danese ed è nota per avere un confessore tedesco e per aver sempre scritto le sue lettere in tedesco. È stata descritta come bella, con un'ottima postura e una mente impulsiva e appassionata con una forte forza di volontà; le piaceva cacciare, "poiché era un'eccellente cavallerizza", e fino al 1555 si notò che partecipava a una caccia con tale energia che cadde da cavallo. In qualità di prima dama della casa reale, la regina Dorotea ospitò feste con grande splendore quando motivata come rappresentazione del potere reale, ma nella vita di tutti i giorni era descritta come severa, morale e frugale; supervisionava lei stessa le finanze della famiglia, non permetteva sprechi e aveva tutti i membri della corte in costante occupazione, permettendo alle sue dame di compagnia di non avere tempo per il tempo libero.
Dorotea è descritta come una madre dominante che ha mantenuto uno stretto controllo sui suoi figli anche dopo che sono diventati adulti, e i suoi atti di tutore nei loro confronti sono stati descritti come severi e intensi. Come era consuetudine del tempo, ebbe anche diversi figli della nobiltà come figli adottivi, che furono allevati nella sua casa come suoi cortigiani e damigelle d'onore, sui quali mantenne anche uno stretto controllo. Nel 1540, Birgitte Gøye fu liberata dal suo fidanzamento con la sua assistenza, il che portò a una legge che vietava i fidanzamenti organizzati tra minori. Le sue figlie sono state allevate alle faccende domestiche e per sposarsi, mentre i suoi figli hanno ricevuto un'istruzione rigorosa. Nel 1548, ha accompagnato la figlia Anna in Sassonia per il suo matrimonio e continuò a visitare regolarmente le sue figlie in Germania una volta all'anno per il resto della sua vita.

### Regina vedova
Il 1 gennaio 1559 il re morì. Come regina vedova, risiedeva con la propria corte a Kolding. Si innamorò di suo cognato e vicino di casa, il duca Giovanni II di Schleswig-Holstein-Haderslev (1521–1580), durante il suo matrimonio e, nonostante il suo intenso dolore sul letto di morte del coniuge, iniziò le trattative di sposare il suo ex cognato poco dopo la morte del marito. Il suo matrimonio previsto, tuttavia, fu osteggiato da vari teologi che consideravano impossibile per una vedova sposare il fratello del suo defunto marito e alla fine fu impedito, nonostante gli sforzi di diversi anni da parte di Dorotea per realizzarlo. Ciò causò la rottura della sua relazione con suo figlio,  il re Federico, con cui non era mai stata particolarmente legata. Parallelamente, Dorotea si oppose con successo al matrimonio desiderato dal figlio Federico con la sua damigella d'onore Anne Hardenberg, una questione anch'essa protratta per anni.
Il rapporto tra Dorotea e suo figlio, il re Federico II, era teso. Federico ricevette la propria corte all'età di vent'anni e Dorotea usò spesso la sua autorità come sua madre per rimproverarlo per il suo stile di vita di "alcolismo e altre indecenze", e questo stato di cose non cambiò dopo che Federico divenne re. Ha favorito i suoi figli più piccoli, in particolare Magnus, al punto che ha avuto difficoltà a gestire le sue responsabilità da solo e ha protetto i suoi figli più piccoli dal figlio maggiore, il re, e da quella che considerava la sua cattiva influenza. La sua opinione meno favorevole sul figlio maggiore potrebbe anche essere stata influenzata dal fatto che non ha assistito al letto di morte di suo padre, nonostante il fatto che sua madre lo abbia ripetutamente invitato durante la malattia di suo padre a farlo.
Tuttavia, Federico II detestava sia i suoi rimproveri che i suoi tentativi di coinvolgimento negli affari di stato come aveva fatto durante il regno di suo padre. 
Il rapporto teso tra Dorotea e Federico II si concluse infine con una rottura durante la Guerra del nord dei sette anni (1562-1570). A Dorotea non piaceva intensamente la guerra e si offrì ripetutamente come mediatrice per porvi fine. Suo figlio Federico II non gradiva molto la sua interferenza e la avvertì di stare fuori dagli affari di stato senza mezzi termini. Dorotea stabilì contatti separati con la Svezia e nel 1567 Federico II scoprì che sua madre aveva condotto trattative segrete per organizzare un matrimonio tra suo fratello Magnus e la principessa Sofia di Svezia nel tentativo di stabilire la pace, a sua insaputa e durante la guerra in corso. Si difese dicendo che intendeva solo avvantaggiare la Danimarca, ma il re la sospettava di tradimento e la fece esiliare informalmente nel castello di Sønderborg, dove risiedette per il resto della sua vita. Federico II fece anche sequestrare una nave a Magnus con rifornimenti sospettati che fosse diretta in Svezia.

## Morte
Dorotea morì il 7 ottobre 1571 al castello di Sønderborg. Fu sepolta accanto a suo marito nella Cattedrale di Roskilde, vicino a Copenaghen.

## Ascendenza
|                                                   |                                                     |                                                                        | Genitori                                                                  |  |  | Nonni |  |  | Bisnonni                                    |  |  | Trisnonni                              |  |
|                                                   |                                                     |                                                                        |                                                                           |  |  |       |  |  | Bernardo III, VI duca di Sassonia-Lauenburg |  |  | Eric IV, IV duca di Sassonia-Lauenburg |  |
|                                                   |                                                     |                                                                        |                                                                           |  |  |       |  |  | Bernardo III, VI duca di Sassonia-Lauenburg |  |  | Eric IV, IV duca di Sassonia-Lauenburg |  |
|                                                   |                                                     | Sofia di Brunswick-Wolfenbüttel                                        |                                                                           |  |  |       |  |  | Bernardo III, VI duca di Sassonia-Lauenburg |  |  |                                        |  |
| Giovanni V, VII duca di Sassonia-Lauenburg        |                                                     |                                                                        |                                                                           |  |  |       |  |  | Bernardo III, VI duca di Sassonia-Lauenburg |  |  |                                        |  |
|                                                   |                                                     | Adelaide di Pomerania-Stolp                                            | Boghislao VIII, IV duca di Pomerania-Stolp e I duca di Pomerania-Stargard |  |  |       |  |  |                                             |  |  |                                        |  |
|                                                   |                                                     | Adelaide di Pomerania-Stolp                                            | Boghislao VIII, IV duca di Pomerania-Stolp e I duca di Pomerania-Stargard |  |  |       |  |  |                                             |  |  |                                        |  |
|                                                   |                                                     | Adelaide di Pomerania-Stolp                                            | Sofia di Holstein-Rendsburg                                               |  |  |       |  |  |                                             |  |  |                                        |  |
| Magnus I, VIII duca di Sassonia-Lauenburg         |                                                     | Adelaide di Pomerania-Stolp                                            |                                                                           |  |  |       |  |  |                                             |  |  |                                        |  |
|                                                   |                                                     | Federico II, VIII principe elettore di Brandeburgo                     | Federico I, VII principe elettore di Brandeburgo                          |  |  |       |  |  |                                             |  |  |                                        |  |
|                                                   |                                                     | Federico II, VIII principe elettore di Brandeburgo                     | Federico I, VII principe elettore di Brandeburgo                          |  |  |       |  |  |                                             |  |  |                                        |  |
|                                                   |                                                     | Federico II, VIII principe elettore di Brandeburgo                     | Elisabetta di Baviera-Landshut                                            |  |  |       |  |  |                                             |  |  |                                        |  |
| Dorotea di Brandeburgo                            |                                                     | Federico II, VIII principe elettore di Brandeburgo                     |                                                                           |  |  |       |  |  |                                             |  |  |                                        |  |
|                                                   |                                                     | Caterina di Sassonia                                                   | Federico I, VI principe elettore di Sassonia                              |  |  |       |  |  |                                             |  |  |                                        |  |
|                                                   |                                                     | Caterina di Sassonia                                                   | Federico I, VI principe elettore di Sassonia                              |  |  |       |  |  |                                             |  |  |                                        |  |
|                                                   |                                                     | Caterina di Sassonia                                                   | Caterina di Brunswick-Lüneburg                                            |  |  |       |  |  |                                             |  |  |                                        |  |
| Dorotea di Sassonia-Lauenburg                     |                                                     | Caterina di Sassonia                                                   |                                                                           |  |  |       |  |  |                                             |  |  |                                        |  |
|                                                   | Guglielmo IV, XI principe di Brunswick-Wolfenbüttel | Guglielmo III, VIII e X principe di Brunswick-Wolfenbüttel             |                                                                           |  |  |       |  |  |                                             |  |  |                                        |  |
|                                                   | Guglielmo IV, XI principe di Brunswick-Wolfenbüttel | Guglielmo III, VIII e X principe di Brunswick-Wolfenbüttel             |                                                                           |  |  |       |  |  |                                             |  |  |                                        |  |
|                                                   | Guglielmo IV, XI principe di Brunswick-Wolfenbüttel | Cecilia di Brandeburgo                                                 |                                                                           |  |  |       |  |  |                                             |  |  |                                        |  |
| Enrico IV, XII principe di Brunswick-Wolfenbüttel | Guglielmo IV, XI principe di Brunswick-Wolfenbüttel |                                                                        |                                                                           |  |  |       |  |  |                                             |  |  |                                        |  |
|                                                   |                                                     | Elisabetta di Stolberg-Weningerode                                     | Bodo VII, I conte di Stolberg-Wernigerode                                 |  |  |       |  |  |                                             |  |  |                                        |  |
|                                                   |                                                     | Elisabetta di Stolberg-Weningerode                                     | Bodo VII, I conte di Stolberg-Wernigerode                                 |  |  |       |  |  |                                             |  |  |                                        |  |
|                                                   |                                                     | Elisabetta di Stolberg-Weningerode                                     | Anna di Schwarzburg                                                       |  |  |       |  |  |                                             |  |  |                                        |  |
| Caterina di Brunswick-Wolfenbüttel                |                                                     | Elisabetta di Stolberg-Weningerode                                     |                                                                           |  |  |       |  |  |                                             |  |  |                                        |  |
|                                                   |                                                     | Eric II, VIII duca di Pomerania-Wolgast e X duca di Pomerania-Stettino | Vartislao IX, VII duca di Pomerania-Wolgast                               |  |  |       |  |  |                                             |  |  |                                        |  |
|                                                   |                                                     | Eric II, VIII duca di Pomerania-Wolgast e X duca di Pomerania-Stettino | Vartislao IX, VII duca di Pomerania-Wolgast                               |  |  |       |  |  |                                             |  |  |                                        |  |
|                                                   |                                                     | Eric II, VIII duca di Pomerania-Wolgast e X duca di Pomerania-Stettino | Sofia di Sassonia-Lauenburg                                               |  |  |       |  |  |                                             |  |  |                                        |  |
| Caterina di Pomerania-Wolgast                     |                                                     | Eric II, VIII duca di Pomerania-Wolgast e X duca di Pomerania-Stettino |                                                                           |  |  |       |  |  |                                             |  |  |                                        |  |
|                                                   |                                                     | Sofia di Pomerania-Stolp                                               | Boghislao IX, VI duca di Pomerania-Stolp e II duca di Pomerania-Stargard  |  |  |       |  |  |                                             |  |  |                                        |  |
|                                                   |                                                     | Sofia di Pomerania-Stolp                                               | Boghislao IX, VI duca di Pomerania-Stolp e II duca di Pomerania-Stargard  |  |  |       |  |  |                                             |  |  |                                        |  |
|                                                   |                                                     | Sofia di Pomerania-Stolp                                               | Maria di Masovia                                                          |  |  |       |  |  |                                             |  |  |                                        |  |
|                                                   |                                                     | Sofia di Pomerania-Stolp                                               |                                                                           |  |  |       |  |  |                                             |  |  |                                        |  |